# Тегернзее (місто)
Тегернзе (нім. Tegernsee) — місто в Німеччині, курорт, в землі Баварія, на східному березі однойменного озера. Підпорядковується адміністративному округу Верхня Баварія. Входить до складу району Місбах.
Площа — 22,77 км2. Населення становить 3652 ос. (станом на 31 грудня 2020).
Залізнична станція.

## Відомі особистості
В поселенні помер:
- Людвіг Гшоссманн (1913-1988) — німецький художник.

## Галерея

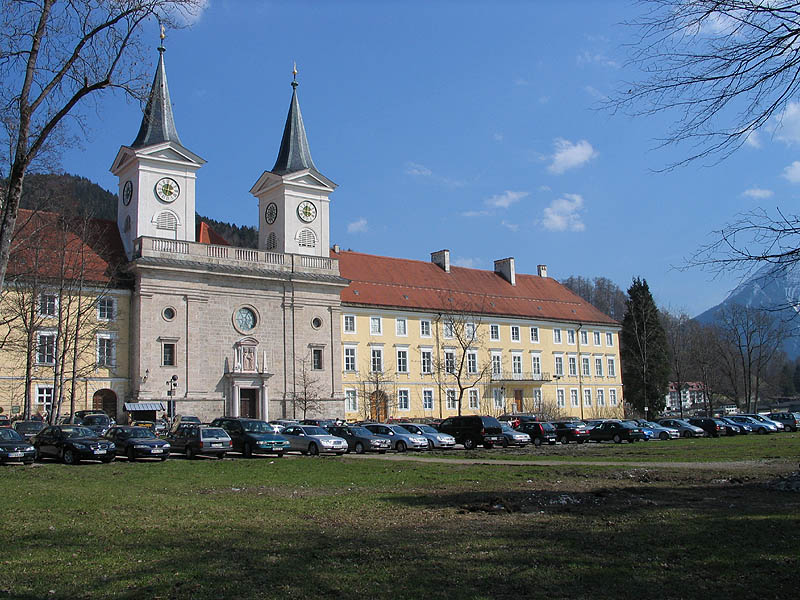
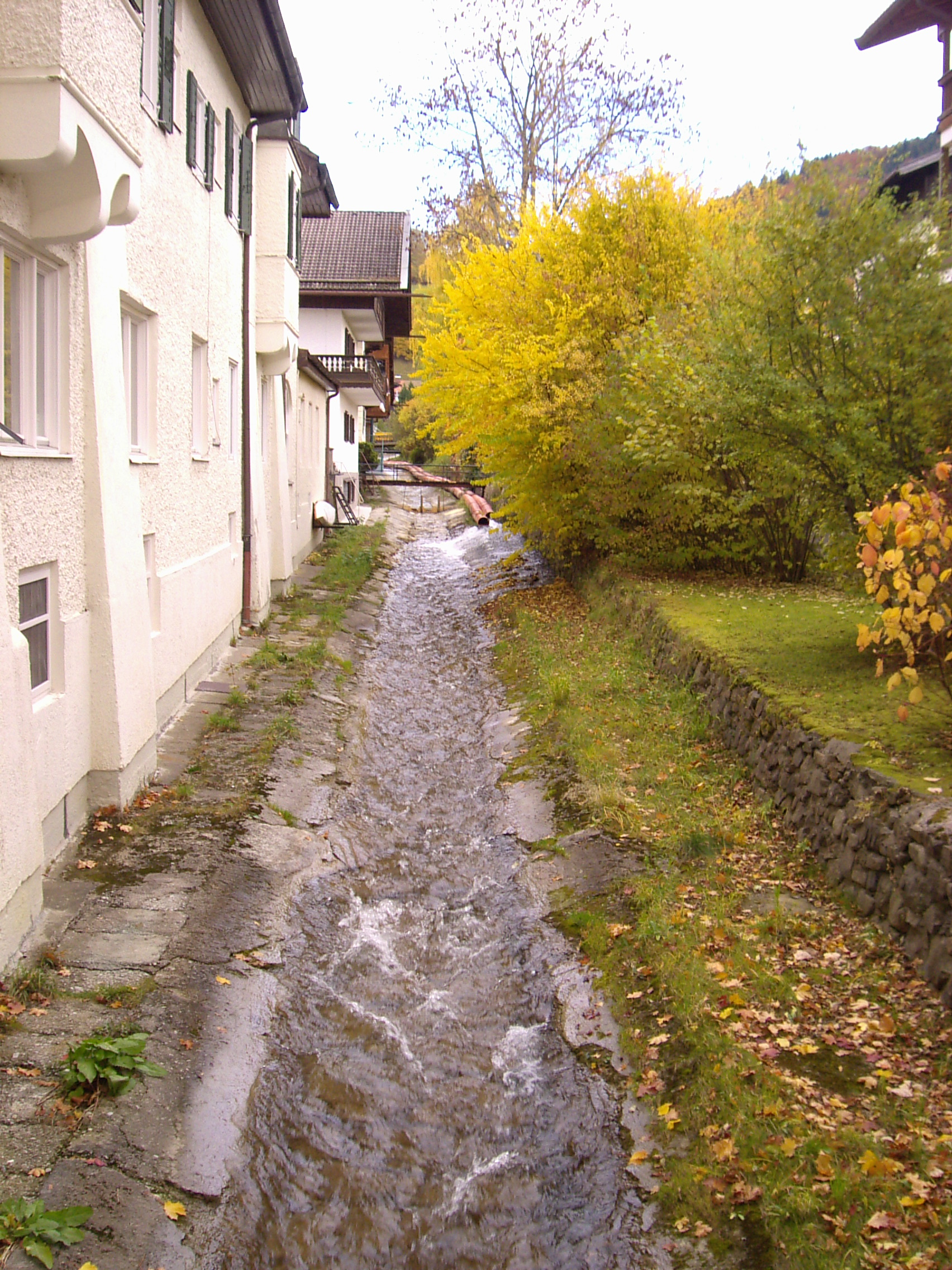
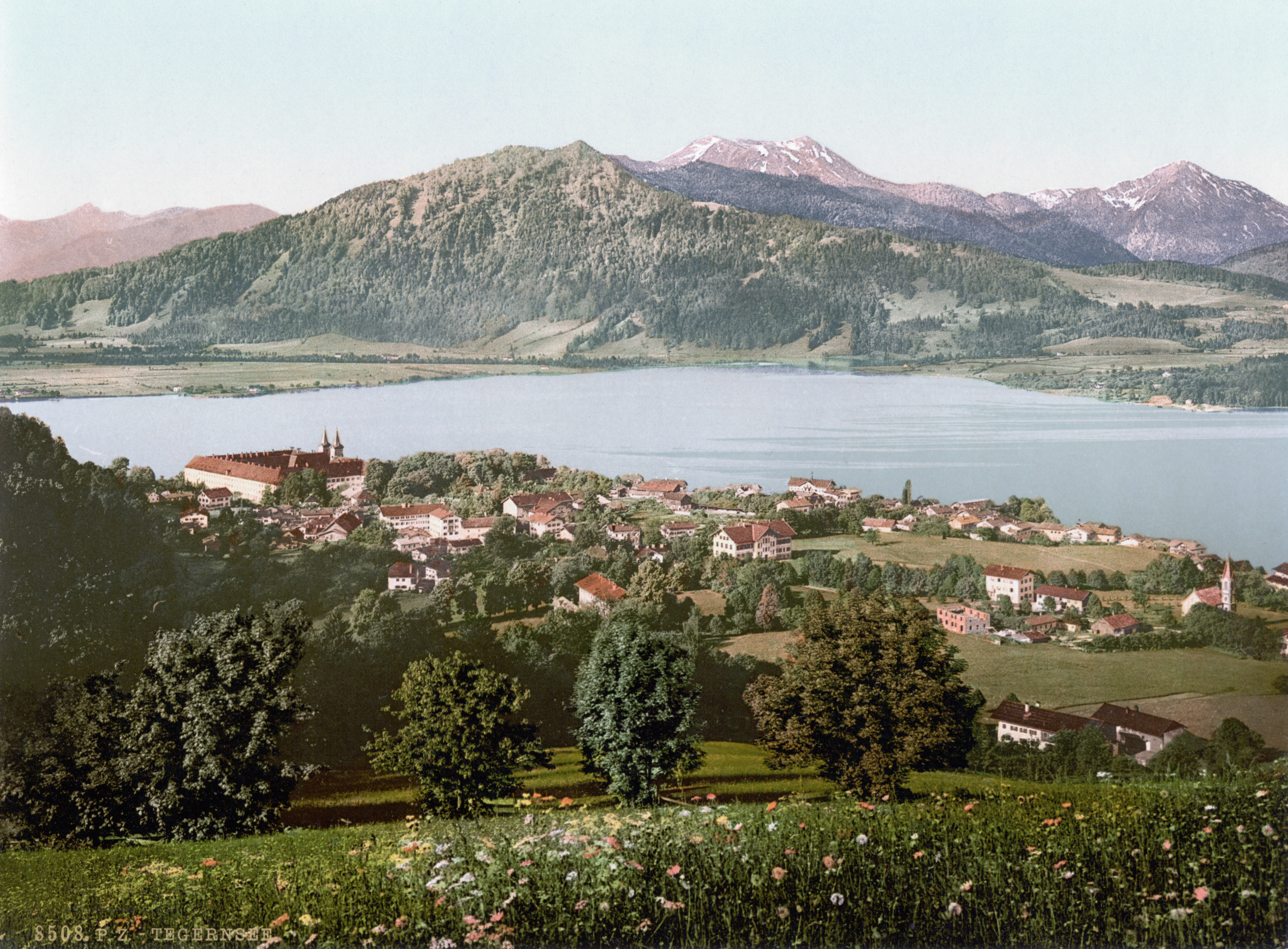
Тегернзе на фотографії 1900 року
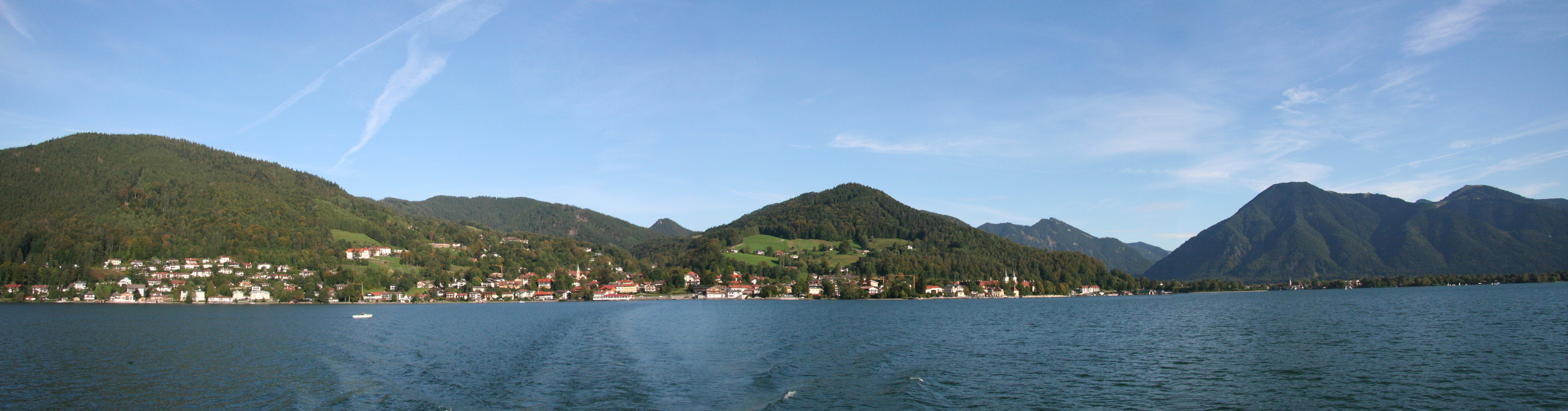
Панорама Тегернзе
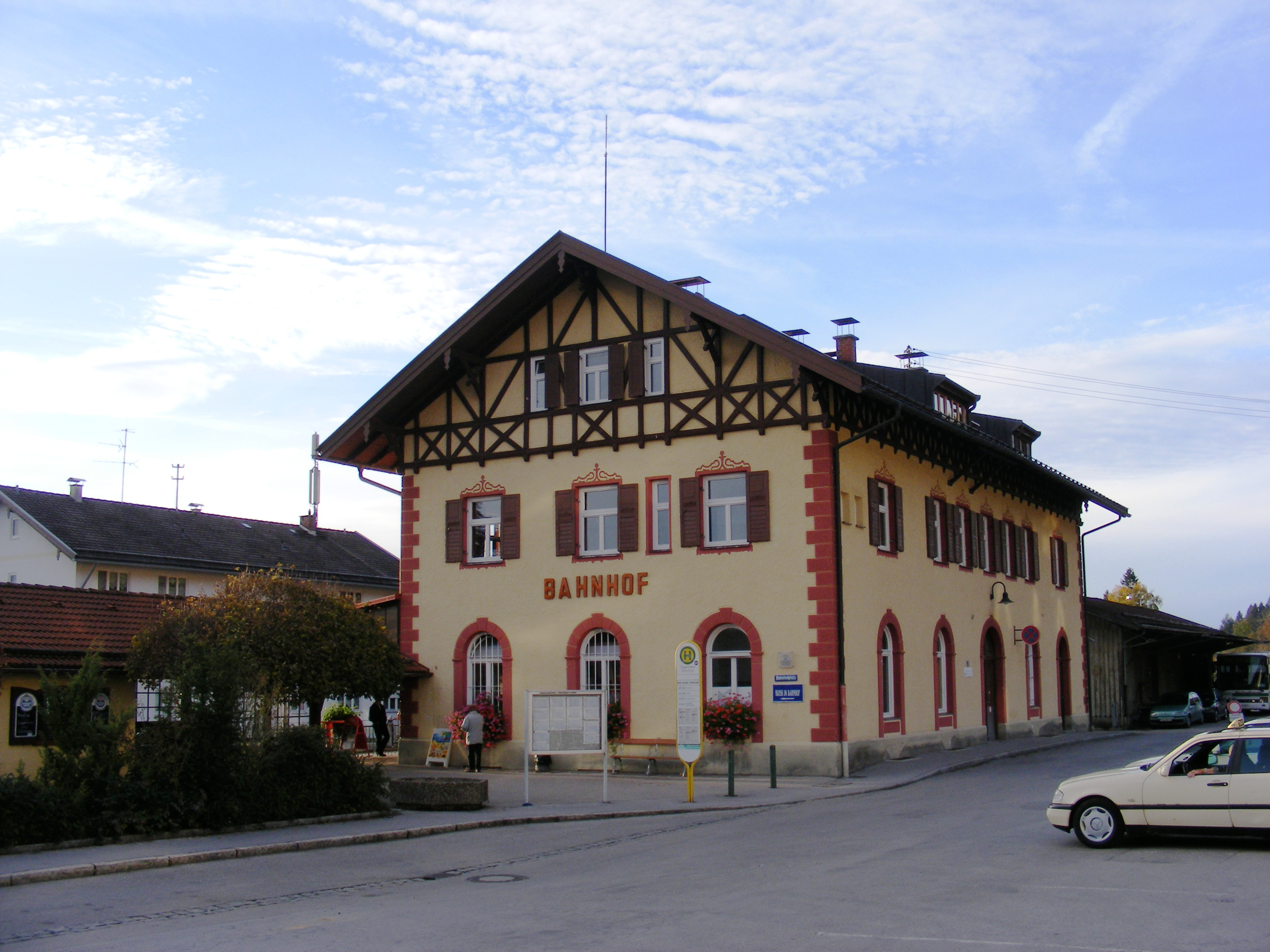
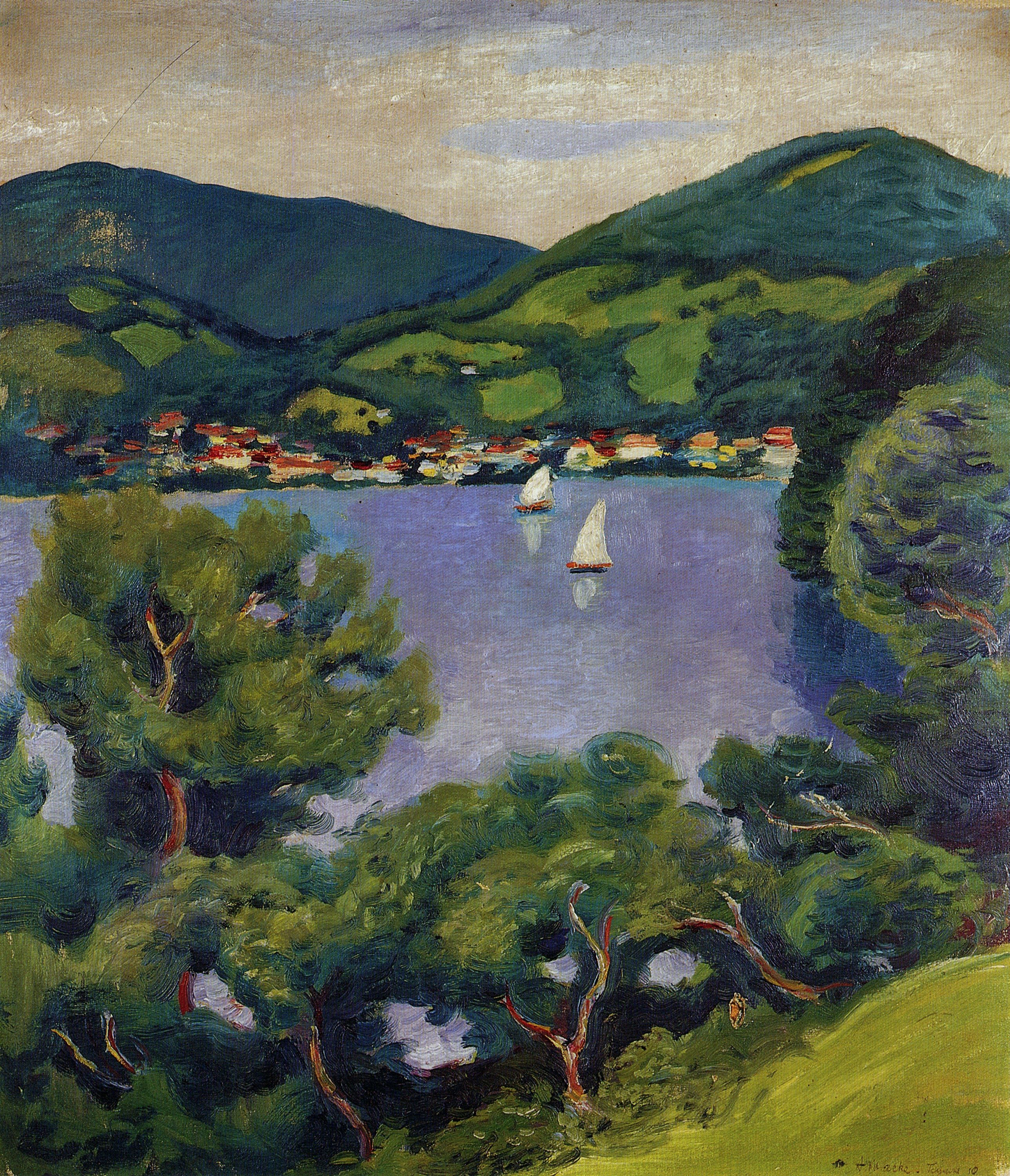